# Live and Let Die (soundtrack)
Live and Let Die is de originele soundtrack van de achtste James Bond-film van EON Productions uit 1973 met dezelfde naam. Het album werd voor het eerst uitgebracht in 1973 door United Artists Records.
De filmmuziek en de titelsong van het soundtrackalbum kwam tot stand doordat de filmproducenten Harry Saltzman en Albert R. Broccoli Paul McCartney benaderden voor het maken van de titelsong. McCartney vroeg aan George Martin, zijn muziekproducent uit The Beatlesperiode om de muziek mee te produceren. De filmproducenten huurden daarna Martin ook in om de filmmuziek te componeren en uitvoeren door zijn orkest. Voor het maken van de filmmuziek werkte Martin nauw samen met Guy Hamilton die de film regisseerde. De titelsong "Live and Let Die" werd geschreven door Paul en Linda McCartney en uitgevoerd door Paul McCartney & Wings. Deze melodie heeft Martin ook in zijn werk verwerkt. Het eerste gedeelte van het nummer "Just A Closer Walk with Thee / New Second Line" werd gearrangeerd door Milton Basiste en het tweede gedeelte door hem zelf gecomponeerd. Dit was de eerste soundtrack van James Bond waar John Barry niet aan mee heeft gewerkt. De James Bond Theme van Monty Norman en John Barry werd wel gebruikt op de soundtrack (officieel staan alle nummers uit Dr. No op naam van Norman). De opnames vonden plaats in april 1973 in de Air Studio's in Londen. In 1973 stond het album in de Billboard 200 met als hoogste notering, plaats 17. De titelsong is ook op single uitgebracht en behaalde in onder meer de Nederlandse Top 40 de 27ste plaats en in de Billboard Hot 100 de tweede plaats.

## Nummers
| Nr. | Titel                                                                                            | Duur |
| --- | ------------------------------------------------------------------------------------------------ | ---- |
| 1   | Live and Let Die – Paul McCartney & Wings                                                        | 3:13 |
| 2   | Just a Closer Walk with Thee / New Second Line – Harold A. "Duke" Dejan & The Olympia Brass Band | 2:16 |
| 3   | Bond Meets Solitaire                                                                             | 2:41 |
| 4   | Whipser Who Dares                                                                                | 1:43 |
| 5   | Snakes Alive                                                                                     | 2:42 |
| 6   | Baron Samedi's Dance of Death                                                                    | 1:42 |
| 7   | San Monique                                                                                      | 1:57 |
| 8   | Fillet of Soul - New Orleans / Live and Let Die / Fillet of Soul - Harlem – B.J. Arnau           | 3:21 |
| 9   | Bond Drops In                                                                                    | 3:34 |
| 10  | If He Finds It, Kill Him                                                                         | 1:20 |
| 11  | Trespassers Will Be Eaten                                                                        | 1:20 |
| 12  | Solitaire Gets Her Cards                                                                         | 1:51 |
| 13  | Sacrifice                                                                                        | 3:21 |
| 14  | James Bond Theme                                                                                 | 1:48 |

Bonus tracks (geremasterde soundtrack cd uit 2003)
| 15 | Gunbarrel / Snakebit    | 1:31 |
| 16 | Bond to New York        | 2:47 |
| 17 | San Monique (Alternate) | 2:47 |
| 18 | Bond and Rosie          | 3:51 |
| 19 | The Lovers              | 2:09 |
| 20 | New Orléans             | 2:54 |
| 21 | Boat Chase              | 2:02 |
| 22 | Underground Lair        | 4:17 |